# تروبيكو 5
تروبيكو 5 (بالإنجليزية: Tropico 5)‏ هي لعبة فيديو من نوع محاكاة البناء والإدارة، صدرت في 23 مايو 2014، وهي متوفرة على أجهزة مايكروسوفت ويندوز وماك أو إس عشرة وبلاي ستيشن 4 وجنو/لينكس. اللعبة من تطوير حايممنت غيمز ومن نشر كاليبسو ميديا.

## وصلة خارجية
- تروبيكو 5 على موقع IMDb (الإنجليزية)